# Fulgoraecia barberiana
Fulgoraecia barberiana is een vlinder uit de familie van de Epipyropidae. De wetenschappelijke naam van de soort is voor het eerst geldig gepubliceerd in 1902 door Dyar.